# Fredy Vera
Fredy David Vera Gaona (Caazapá, Paraguay; 12 de junio de 1998) es un futbolista paraguayo. Juega de centrocampista en el Sportivo Ameliano de la Primera División de Paraguay.

## Clubes
| Club                              | País      | Año           |
| --------------------------------- | --------- | ------------- |
| Deportivo Capiata                 | Paraguay  | 2016-2019     |
| Club Cerro Porteño                | Paraguay  | 2019-2023     |
| River Plate (préstamo)            | Paraguay  | 2021          |
| 12 de Octubre (préstamo)          | Paraguay  | 2022          |
| Club Sportivo Ameliano (préstamo) | Paraguay  | 2022-2023     |
| Club Sportivo Ameliano            | Paraguay  | 2024          |
| Independiente Rivadavia           | Argentina | 2024          |
| Sportivo Ameliano                 | Paraguay  | 2025-presente |

## Palmarés

### Campeonatos nacionales
| Título             | Club              | País     | Año  |
| ------------------ | ----------------- | -------- | ---- |
| Supercopa Paraguay | Sportivo Ameliano | Paraguay | 2023 |